# Pallanne
Pallanne (gaskognisch: Patlana) ist eine französische Gemeinde mit 62 Einwohnern (Stand 1. Januar 2022) im Département Gers in der Region Okzitanien (bis 2015 Midi-Pyrénées); sie gehört zum Arrondissement Mirande und zum Gemeindeverband Bastides et Vallons du Gers. Die Bewohner nennen sich Pallannais/Pallannaises.

## Geografie
Pallanne liegt rund 12 Kilometer westlich von Mirande und 31 Kilometer südwestlich von Auch im Süden des Départements Gers. Die Gemeinde besteht aus Weilern, zahlreichen Streusiedlungen und Einzelgehöften. Der Fluss Bouès bildet streckenweise die westliche Gemeindegrenze.
Nachbargemeinden sind Saint-Christaud im Nordwesten und Norden, Bars im Osten, Marseillan und Laas im Südosten, Tillac im Süden sowie Monlezun im Westen.

## Bevölkerungsentwicklung
| Jahr                       | 1793 | 1841 | 1962 | 1968 | 1975 | 1982 | 1990 | 1999 | 2006 | 2011 | 2016 |
| Einwohner                  | 231  | 252  | 82   | 87   | 64   | 58   | 49   | 66   | 63   | 71   | 60   |
| Quellen: Cassini und INSEE |      |      |      |      |      |      |      |      |      |      |      |